# DOC2A
A proteína alfa contendo domínio duplo do tipo C2 é uma proteína que em humanos é codificada pelo gene DOC2A.  Existem pelo menos duas isoformas proteicas da proteína duplo C2, a saber alfa (DOC2A) e beta (DOC2B), que contêm dois domínios do tipo C2. DOC2A e DOC2B são codificados por diferentes genes; esses genes às vezes são confundidos com o gene DAB2 não relacionado, que foi inicialmente denominado DOC-2. DOC2A é expresso principalmente no cérebro e sugere-se estar envolvido na liberação de neurotransmissores dependentes de  Ca2+.

## Interações
Demonstrou-se que DOC2A interage com UNC13B e UNC13A.